# Exèrcit Ortodox Rus
L'Exèrcit Ortodox Rus (EOR) (rus: Русская православная армия, Russkaya Pravoslavnaya Armiya) és un grup militant d'Ucraïna que es va fundar el maig de 2014 com a part de la insurgència amb la Guerra al Donbàs. Suposadament tenia 100 membres quan es va fundar, incloent voluntaris locals i russos. La seva afiliació va augmentar a 350, i més tard a 4.000. Els actes més notables dels militars de l'Exèrcit Ortodox Rus inclouen el juny 2014 escaramusses a Mariupol i al raion d'Amvròssiïvka. La seva seu està localitzada en un edifici ocupat del Servei de Seguretat d'Ucraïna (SBU), a Donetsk. Els seus membres no tenen cap formació especial a part de l'habitual prescripció del servei a l'exèrcit i el jurament d'aliança a Igor Girkin ("Strelkov"), insurgent i Ministre de Defensa de la República Popular de Donetsk. Juntament amb altres grups de la regió, l'EOR ha estat acusat de "segrests, pallisses i amenaces a protestants, catòlics, i membres de l'Església Ortodoxa Ucraïnesa, així com participació en actes antisemites".
A finals de novembre de 2014, el grup va segrestar un sacerdot catòlic grec ucraïnès, Sergeii Kulbaka, i un sacerdot catòlic romà, monsenyor Pawel Witek. Segons el Ministeri de Defensa d'Ucraïna, l'EOR també ha estat en conflicte amb una altra milícia pro-russa, el Batalló Vostok, el qual acusà l'EOR de saqueig i d'evitar el combat.